# Batara étoilé
Pygiptila stellaris, Pygiptila
Genre
Espèce
Statut de conservation UICN

 LC  : Préoccupation mineure
Le Batara étoilé (Pygiptila stellaris), unique représentant du genre Pygiptila, est une espèce de passereaux de la famille des Thamnophilidae.

## Répartition

Aire de répartition de Pygiptila stellaris.

Cet oiseau se rencontre en Bolivie, au Brésil, en Colombie, en Équateur, en Guyane, au Pérou, au Suriname et au Venezuela.

## Liste des sous-espèces
Selon GBIF (17 avril 2024) :
- Pygiptila stellaris maculipennis (P.L.Sclater, 1855)
- Pygiptila stellaris occipitalis Zimmer, 1932
- Pygiptila stellaris purusiana Todd, 1927
- Pygiptila stellaris stellaris (Spix, 1825)

## Classification
Le nom valide complet (avec auteur) de ce taxon est Pygiptila stellaris (Spix, 1825).
L'espèce a été initialement classée dans le genre Thamnophilus sous le protonyme Thamnophilus stellaris Spix, 1825.
Ce taxon porte en français le nom vernaculaire ou normalisé suivant : Batara étoilé,.
Pygiptila stellaris a pour synonyme :
- Thamnophilus stellaris Spix, 1825